# ضفدع مشعر
الضفدع المشعر (الاسم العلمي Trichobatrachus robustus)، يُعرف أيضًا باسم ضفدع الرعب أو ضفدع ولفيرين. وهو نوع من الضفادع في وسط إفريقيا من فصيلة نحيفات المفصل. وهو صنف أحادي الطراز داخل جنس Trichobatrachus. يشير الاسم الشائع إلى الهياكل التي تشبه الشعر إلى حد ما على الجسم وفخوذ الذكور.